# Love Street
Love Street – piosenka amerykańskiego zespołu The Doors, która znalazła się na płycie Waiting for the Sun, wydanej w 1968 roku.
Piosenka, z tekstem autorstwa Jima Morrisona, opowiada o ulicy w Laurel Canyon w Kalifornii, gdzie Morrison żył wraz ze swoją dziewczyną Pamelą Courson. Ulica Rothdell Trail była uważana przez parę za „ulicę miłości”, ponieważ oboje lubili siadać na balkonie i godzinami spoglądać na przechodzące dołem pary.
Utwór „Love Street” znalazł się na stronie B singla „Hello, I Love You”.